# Guma (región)
Guma (en abjasio: Гәмаа, romanizado: Gumaa, en georgiano: გუმა, romanizado: Guma; en ruso: Гума, romanizado: Guma) es una de las siete regiones históricas de Abjasia y, en consecuencia, una de las siete estrellas de la bandera de Abjasia representa Guma. Los residentes locales pertenecen al grupo etnográfico de los abjasios guma.

## Geografía
La región de Guma ocupó la gran mayoría del territorio del actual distrito de Sujumi y parte del de Gulripshi, entre los ríos Gumista y Kodori.
Entre los pueblos que eran habitados por abjasios guma estaban: Sujumi, Eshera, Yashthua o Tavisupleba, Guma o Shroma, Kamani; o aldeas como la de Achadara.

## Historia
Guma se convirtió en una unidad política separada después de la partición del principado de Abjasia en el siglo XVIII.
El gobernante de Gumi solo obedecía nominalmente al jefe de Bzipi Abjasia. En 1856, cuando se estableció la Gobernación de Kutaisi, Guma (junto con toda Abjasia) se convirtió en parte integral de ella. En 1864, tras la abolición del principado de Abjasia, la región de Gumi pasó a formar parte del distrito de Sujumi. El 1 de enero de 1884, tras la reorganización de la división administrativo-territorial del distrito de Sujumi, se estableció la comisaría de policía Gumista, compuesta por Guma y Tsebelda.
Guma y los abjasios guma sufrieron enormemente el genocidio circasiano (Muhayir) que siguió a la guerra ruso-circasiana. Hoy en día la gran mayoría de los abjasios guma viven actualmente en Turquía y muchos conservan todavía su propio dialecto del idioma abjasio. El único pueblo en Abjasia que conserva una mayoría de población abjasia guma es Bagmarani (distrito de Gulripshi).